# Hidetoshi Miyuki
Hidetoshi Miyuki (født 23. maj 1993) er en japansk fodboldspiller, som spiller for den japanske fodboldklub Renofa Yamaguchi FC.